# Trois Fables à l'usage des Blancs en Afrique
 (juillet 2025).
Pour plus de détails, voir Fiche technique et Distribution.
Trois Fables à l'usage des Blancs en Afrique est un court métrage de 17 minutes franco-ivoirien sorti en 1999 et réalisé par Claude Gnakouri et Luis Marquès, avec notamment Luis Marquès comme acteur.

## Synopsis
Le film est constitué de trois fables humoristiques : "Bonne Chance Trophy", "Les Blancs s'amusent" et "les Enfants du guépard".

## Fiche technique
- Titre : Trois Fables à l'usage des Blancs en Afrique
- Réalisation : Claude Gnakouri et Luis Marquès
- Scénario : Claude Gnakouri et Luis Marquès
- Photographie : Pascal Baillargeau
- Montage : Bertrand Boutillier
- Société de production : Les Films d'Avalon
- Pays :  Côte d'Ivoire et  France
- Genre : Comédie dramatique
- Durée : 17 minutes
- Dates de sortie : 
  -  France : 1999

## Distribution
- Arnaud Gallibert
- Mathurin Nahounou
- Soro Solo
- Wayata Soro